# Grand Canyon Antelopes

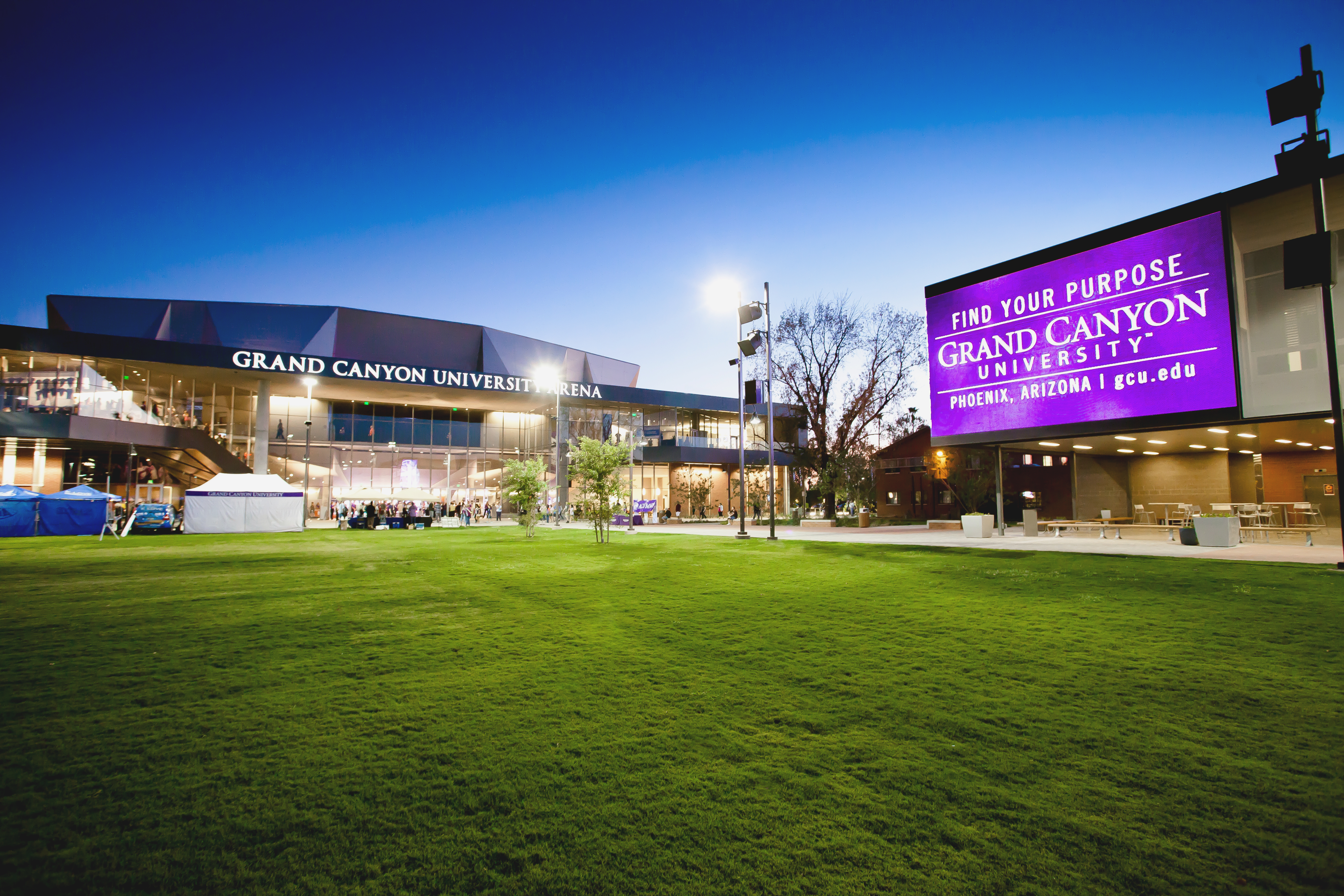
Global Credit Union Arena.

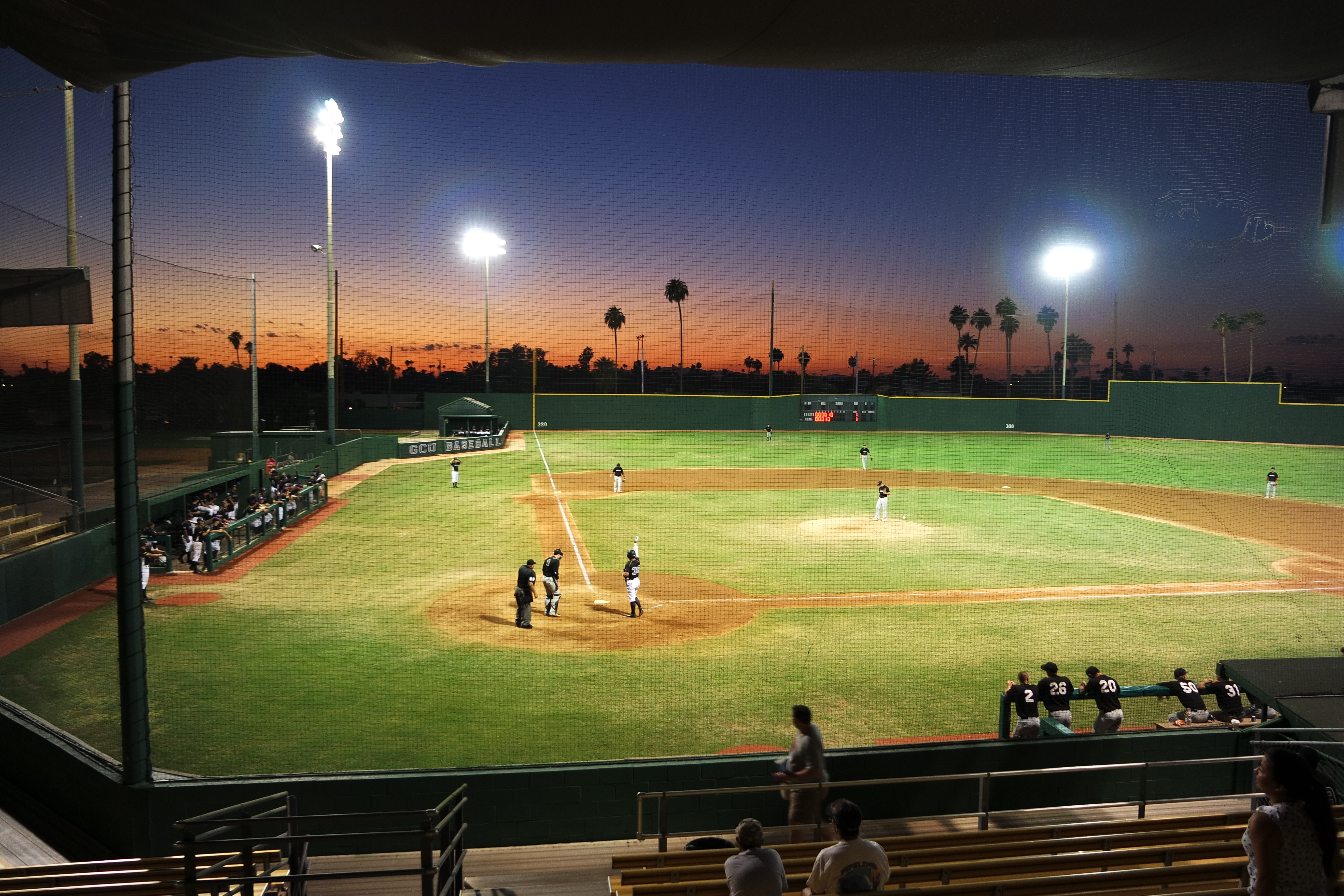
Brazell Stadium.

Grand Canyon Antelopes, o Lopes como se les conoce popularmente (en español: Antílopes del Gran Cañón) es la denominación de los equipos deportivos de la Universidad del Gran Cañón, institución académica ubicada en Phoenix, Arizona. Los Lopes participan en las competiciones universitarias organizadas por la NCAA, y forman parte de la Mountain West Conference desde 2025, y en la Western Athletic Conference en fútbol masculino, la Big West Conference en natación femenina y la Mountain Pacific Sports Federation en voleibol de playa femenino.

## Programa deportivo
Los Lopes compiten en 9 deportes masculinos y en 11 femeninos:
| Masculino: - Baloncesto - Campo a través - Atletismo al aire libre - Atletismo cubierta - Béisbol - Tenis - Golf - Fútbol - Lucha libre - Natación | Femenino: - Baloncesto - Campo a través - Atletismo al aire libre - Atletismo cubierta - Fútbol - Tenis - Golf - Vóley playa - Voleibol - Sóftbol - Natación |

## Instalaciones deportivas
- Global Credit Union Arena es el estadio donde disputan sus partidos los equipos de baloncesto. Fue inaugurado en 2011 y tiene una capacidad para 7.000 espectadores.[1]
- Brazell Stadium, es el estadio donde disputa sus encuentros el equipo de béisbol. Se inauguró en 1987 y tiene una capacidad para 1.500 espectadores.[2]